# Géraldine Lapalus
Géraldine Lapalus (8 de novembro de 1979) é uma atriz e modelo francesa. Lapalus é mais conhecida por seu papel em La légende (2018) e papéis na série de televisão Sous le soleil, Plus belle la vie e Fort Boyard.

## Biografia

### Início da vida
Lapalus nasceu em 8 de novembro de 1979 em Marselha, Bouches-du-Rhône, França, o mais velho de duas meninas e um menino. Desde muito jovem, Lapalus começou a gostar de comédia e apresentava pequenos shows de comédia para seus amigos e familiares. Ela frequentou a escola secundária e aos 17 anos começou a posar como modelo após terminar a escola, ela começou a modelar em tempo integral.

### Carreira
Em 2003, ela foi uma estrela convidada em um episódio de Sous le soleil. Em 2004, ela apareceu em um episódio de The Camargue na France 3, e no ano seguinte participou de vários episódios de Plus belle la vie onde desempenhou os papéis de Secretária de Livia, em dois episódios, depois Elodie, em dois outros episódios. Nesse mesmo ano, ela começou a apresentar Sportez-vous bien, bem como a série de animação Chain Marseille.
Em 2006, ela conseguiu o papel principal de Amandine no filme para TV TF1 Camping Paradise, ela interpretou em Gorges du verdon, com Laurent Ournac, Princesa Erika e Jennifer Lauret. O início de 2007 viu seu primeiro contrato significativo como apresentadora de TV, quando o grupo M6 a usa para animar o programa diário de música Live Clip'in ao vivo no W9. Poucas semanas depois, ela é chamada para co-apresentadora ao vivo ao lado de Alexandre Delpérier no programa Six Music Star no M6. Em 2008, depois de aparecer em dois episódios da série Five Sisters on France 2, Geraldine começou a filmar a temporada 6 SOS 18 com o papel recorrente de Ariadne e os da nova série de M6 Sem segredos entre nós em que ela interpreta Laura em 17 episódios. Ela também participou das filmagens de Camp Paradise 3, de Philippe Proteau.
Em 2009, ela se transforma na série Entenda e perdoe no M6, bem como quatro novos episódios de Camping Paradise. Desde 2010, ela faz seis episódios por ano de Camping Paradise.

### Vida pessoal
Em 29 de setembro de 2012, Lapalus casou-se com Julien Sassano, empresário e proprietário de um clube popular em Marselha. Eles têm um filho, June. Lapalus tem dois irmãos mais novos, Amélie Zorzetto, uma atriz, e Cyprien Lapalus, que é músico e ator.

## Filmografia

### Filme
| Ano  | Filme      | Papel | Notas |
| ---- | ---------- | ----- | ----- |
| 2018 | La légende | Laure |       |

### Televisão
| Ano        | mostrar                               | Papel               | Notas                    |
| ---------- | ------------------------------------- | ------------------- | ------------------------ |
| 2001– 2002 | Le Groupe                             | Géraldine           | Apareceu em 66 episódios |
| 2003       | Sous le soleil                        | Concepção           |                          |
| 2005       | Mais belle la vie                     | Élodie / Dra. Livia |                          |
| 2006– 2018 | Camping paradis                       |                     |                          |
| 2008       | Cinq Sœurs                            | Louise              |                          |
| 2008       | Pas de secrets entre nous             | Laura               |                          |
| 2008– 2010 | S.O.S. 18                             | Ariane              |                          |
| 2009       | Comprendre & pardonner                | Alice               |                          |
| 2015– 2018 | A votre service                       | Lucie Bouture       |                          |
| 2016       | Vendredi, tout est permis avec Arthur | Ela própria         |                          |
| 2017       | Stars sous hypnose                    | Ela própria         |                          |
| 2017– 2019 | Fort Boyard                           | Ela própria         | Aparência do game show   |
| 2018       | Touche pas à mon poste!               | Ela própria         | Aparência de talk show   |
| 2019       | Fort Boyard: toujours plus fort!      | Ela própria         |                          |

## Prêmios e indicações
| Ano  | Cerimônia                                              | Prêmio                                           | Trabalhar  | Resultado |
| ---- | ------------------------------------------------------ | ------------------------------------------------ | ---------- | --------- |
| 2019 | Festival Internacional de Cinema dos Cinco Continentes | Filme de Melhor Performance em Equipe            | La légende | Venceu    |
| 2019 | Festival de Cinema Olympus                             | Melhor Elenco de Conjunto                        | La légende | Indicado  |
| 2019 | Festival da South Film and Arts Academy                | Melhor desempenho de equipe em um longa-metragem | La légende | Venceu    |